# 욘 시베베크
욘 시베베크(덴마크어: John Sivebæk, 1961년 10월 25일, 남덴마크 지역 바일레 ~)는 덴마크의 전직 프로 축구 선수로, 현역 시절 우측 수비수로 활약했다. 그는 바일레 소속으로 덴마크 리그를 우승했고, 이후 맨체스터 유나이티드로 이적했다. 그는 덴마크 국가대표팀 경기에 87번 출전하였는데, 1986년 월드컵과 3번의 유럽 선수권 대회를 참가했고, 유로 1992에서는 우승도 거두었다.
시베베크는 슬하에 2명의 아들을 두고 있는데, 장남인 크리스티안 시베베크도 축구 선수다.

## 생애
시베베크는 바일레 출신으로, 1980년에 고향 바일레에서 성인 무대 신고식을 치렀다. 그는 바일레 소속으로 1981년 덴마크 컵을 우승했다. 그는 스웨덴과의 1982년 5월 친선경기에서 덴마크 국가대표팀 첫 경기를 치렀다. 그는 유로 1984에 참가해 덴마크가 출전한 4경기 중 3번의 경기에 출전했다.
그는 바일레 소속으로 1984년 덴마크 리그도 우승했고, 아일랜드와의 1985년 11월 1986년 월드컵 예선전에서 처음이자 마지막으로 국가대표팀 경기에서 득점했다. 1985년 겨울, 시베베크는 잉글랜드로 둥지를 옮겨 맨체스터 유나이티드에 입단했고, 같은 국적의 예스페르 올센과 조우했다. 1986년 11월 22일, 그는 맨체스터 유나이티드 소속으로 처음이자 마지막 득점을 성공했는데, 1-0으로 이긴 경기에서 퀸스 파크 레인저스를 상대로 결승골을 뽑아냈고, 이 경기는 갓 취임한 알렉스 퍼거슨 감독의 맨체스터 유나이티드 첫경기였다. 그는 맨체스터 유나이티드 시절에 덴마크를 대표로 1986년 월드컵에 참가했고, 그는 덴마크가 16강에서 탈락하기 전까지 치른 4경기 중 2번의 경기에 출전했다.
1987년, 시베베크는 맨체스터 유나이티드 1군 주전이 되지 않을 것임을 알았고, 이후 프랑스의 생-테티엔으로 이적했다. 루아르 연고 구단 소속으로, 그는 유로 1988에 참가해 덴마크가 출전한 3경기 중 2경기를 뛰었다. 1991년, 그는 생-테티엔에서 리그 경쟁 구단인 모나코로 둥지를 옮겼다. 모나코 시절, 그는 덴마크 국가대표팀에 차출되어 유로 1992에 참가했다. 그는 준결승전까지의 4경기를 처음부터 끝까지 소화하며 덴마크가 독일을 상대로 결승전을 치를 수 있게 기회를 마련했다. 그는 결승전에도 출전했지만, 부상을 당해 클라우스 크리스티안센과 교체되어 나갔고, 벤치에서 덴마크의 2-0 승리를 지켜보았다. 1992년 11월, 그는 북아일랜드와의 1994년 월드컵 예선전을 끝으로 국가대표팀에서 은퇴했다.
그는 1992년에 이탈리아의 페스카라로 이적했다. 그는 1994년에 친정 구단 바일레로 복귀하며 다시 덴마크 무대에서 뛰게 되었다. 바일레에서 1년을 보낸 그는 두 차례로 나누어 226번의 경기에 출전해 23골을 기록했다. 그는 AGF에서 1997년에 은퇴했다. 은퇴 후, 그는 "프로액티브 스칸디나비아"(Proactive Scandinavia)사 소속 선수 대리인으로 활동했다.

## 수상
바일레
- 덴마크 리그: 1984
- 포칼렌: 1981

덴마크
- 유럽 선수권 대회: 1992